# Gorlachinnapalli, Bangarapet
Gorlachinnapalli là một làng thuộc tehsil Bangarapet, huyện Kolar, bang Karnataka, Ấn Độ.